# Purnima Devi Barman
Purnima Devi Barman   (regió de Kamrup) és una biòloga d'animals salvatges d'Assam, Índia. És coneguda pel seu treball de conservació amb la cigonya marabú caragroc ( Leptoptilos dubius ). És la fundadora de l'Exèrcit Hargila, una iniciativa de conservació exclusivament femenina. El 2017, Barman va rebre tant el premi Whitley pels seus esforços de conservació com el Nari Shakti Puraskar, el màxim premi civil exclusiu per a dones, atorgat pel president de l'Índia.
Purnima Devi Barman va estudiar a la Universitat Gauhati a Assam, on va obtenir el seu màster en zoologia, amb una especialització en ecologia i biologia de la vida silvestre. L'any 2007 va començar la seva investigació doctoral, però va endarrerir-la fins al 2019 per centrar-se en l'educació de la conservació comunitària als pobles de la zona rural d'Assam. Barman ha treballat com a biòloga sènior de vida salvatge a la Divisió d'Investigació i Conservació d'Avifauna a Aaranyak. Barman també és directora de WiNN (Women in Nature Network) Índia, i membre del grup d'especialistes en cigonyes de la UICN.